# At the Edge of Things
At the Edge of Things er en amerikansk stumfilm i sort-hvid fra 1915 med Jack Richardson, Louise Lester, Vivian Rich, Harry von Meter og David Lythgoe.  